# Novicijat
Novicijat je razdoblje obuke i pripreme novaka, budućih redovnika prije polaganja zavjeta, kako bi se razabralo jesu li pozvani na redovnički život. To je ujedno i naziv ustanove u kojoj borave.
Novak je slobodan napustiti novicijat u bilo koje vrijeme, a nadređeni je slobodan odbaciti ga. Tijekom novicijata, novak često nosi odjeću koja se razlikuje od svjetovne odjeće, ali još nema trajne obaveze. Priprema se za službu duhovnim vježbama, poučavanjem i svakodnevnim poslovima. Mnoge rimokatoličke zajednice potiču čestu ispovijed i primanje svete pričesti svojih novaka. Novake obučava iskusni član redovničke zajednice, kojeg izabere poglavar provincije, a potvrdi vrhovni poglavar reda ili družbe.
Vjerske zajednice imaju različito vrijeme trajanja novicijata. U Pravoslavnim Crkvama, novicijat službeno traje tri godine.